# Гісарська долина

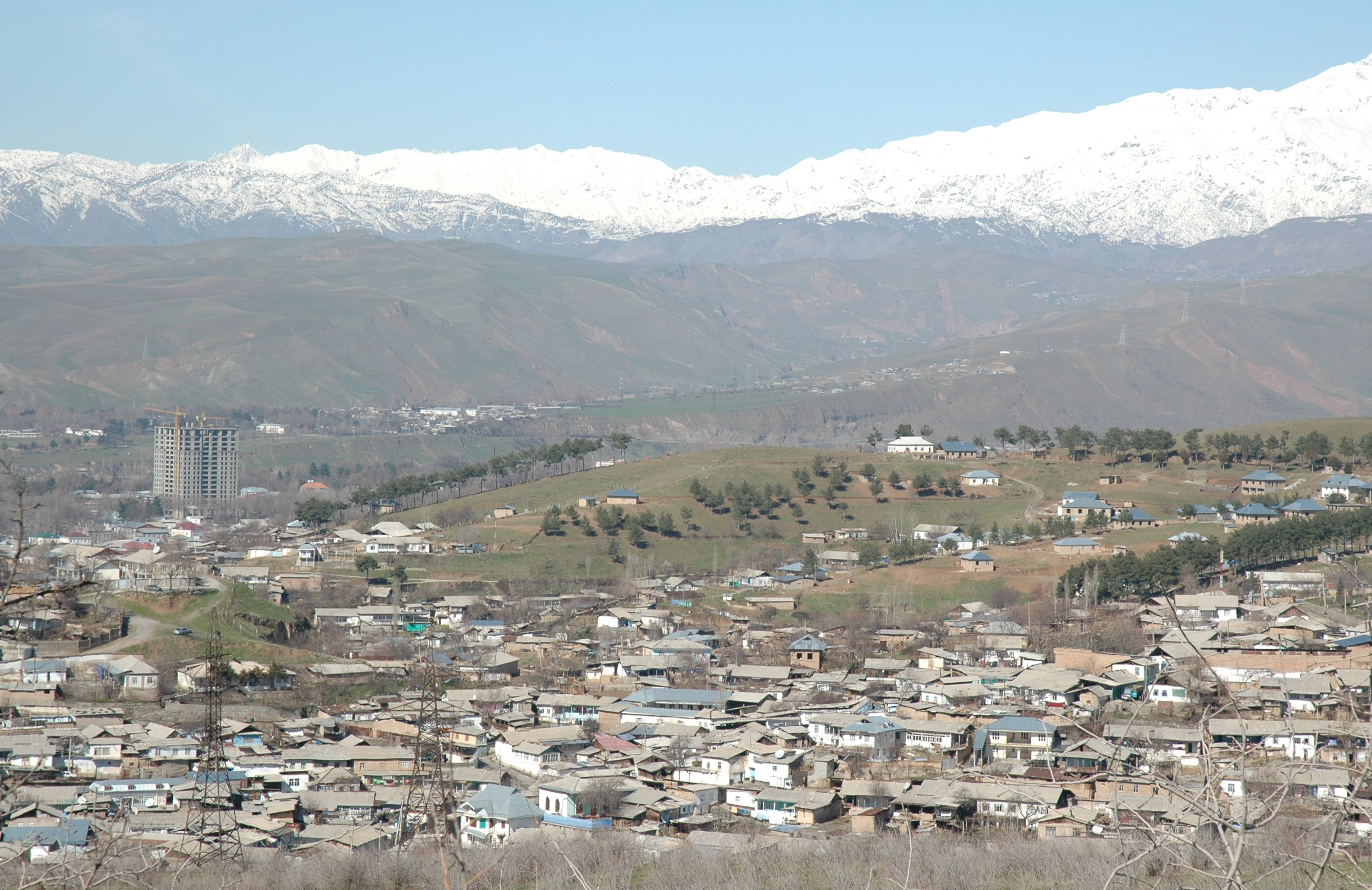
Місто Душанбе розташоване в Гісарській долині

Гісарська долина — міжгірна западина на заході Таджикистану, на південному окраї Гісарського хребта.
Долина простягається вздовж північного кордону Хатлонської області, від Вахдатського району на сході і до Турсунзадевського району на заході (прикордоння з Узбекистаном).
Довжина Гісарської долини — близько 100 км, ширина в його середній частині до 20 км. Долина зрошується річкою Кафірніган з притоками.
У рівнинних районах Гісарської долини — посіви бавовнику, на схилах оточуючих гір до 1200-2000 м — зернові культури, плодові, вище — субальпійські та альпійські луки. У долині розташована столиця Таджикистану місто Душанбе.

## Джерело
- Гісарська долина у БСЭ (Великій Радянській енциклопедії) [Архівовано 20 вересня 2011 у Wayback Machine.] (рос.)

| Таджикистан | Це незавершена стаття з географії Таджикистану. Ви можете допомогти проєкту, виправивши або дописавши її. |